# Tricentrus neoplanicornis
Tricentrus neoplanicornis är en insektsart som beskrevs av Yuan. Tricentrus neoplanicornis ingår i släktet Tricentrus och familjen hornstritar. Inga underarter finns listade i Catalogue of Life.